# Harald Pettersson (politiker)
Harald Anders Ivar Pettersson (i riksdagen kallad Pettersson i Kvänum), född 6 mars 1918 i Saleby församling i Skaraborgs län, död 14 april 2000 i Kvänums församling i Västra Götalands län, var en svensk politiker (centerpartist) och ämbetsman.

## Biografi
Pettersson utbildade sig vid Skara lantmannaskola 1941–1942 och vid Sånga-Säby föreningsskola 1943–1944. Han var lantbrukare i Fredängen i Kvänum 1946–1976. Han var ledamot av Kvänums kommunfullmäktige 1947–1966 (varav ordförande 1952–1966) och ledamot av Skaraborgs läns landsting 1947–1977 (varav ordförande 1963–1970). Åren 1960–1974 var han riksdagsledamot: i Första kammaren 1960–1970 och i enkammarriksdagen 1971–1974. Därefter var han landstingsråd för sjukvårdsfrågor i Skaraborgs län 1974–1977. Pettersson var landshövding i Jämtlands län 1977–1983.